# Molotov
Molotov — мексиканський рок-гурт із Мехіко, що виник 23 вересня 1995 року. Колектив виконує пісні іспанською та англійською мовами, часто змішуючи їх, а самі музиканти почергово міняються інструментами (зокрема кожен іноді стає вокалістом). Molotov здобув чотири латиноамериканські Ґреммі.

## Учасники
- Ісмаель Фуентес де Ґарай (Ismael "Tito" Fuentes de Garay) — вокал, електрогітара, бас-гітара
- Міґель Анхель Відобро Пресьядо (Miguel Ángel "Miky" Huidobro Preciado "Huidos") — вокал, бас-гітара, ударні
- Хуан Франсіско Аяла Ґонсалес (Juan Francisco "Paco" Ayala Gonzalez) — вокал, бас-гітара, ударні, електрогітара
- Рендалл Ебрайт (Randall "Randy, El Gringo Loco" Ebright) — ударні, вокал, електрогітара

## Дискографія
- ¿Dónde Jugarán las Niñas? (1997)
- Molomix (1998) — альбом реміксів
- Apocalypshit (1999)
- Dance and Dense Denso (2003)
- Con Todo Respeto (2004)
- Eternamiente (2007)
- Desde Rusia con Amor (2012) — живий альбом
- Agua Maldita (2014)
- Sólo D'Lira (2023)